# Tyler Rudolph
Tyler David Rudolph (nacido el 2 de junio de 1996 en Bismarck, Dakota del Norte, Estados Unidos), es un jugador de baloncesto estadounidense. Con 1 metro y 98 centímetros de estatura, juega en la posición de ala-pívot.

## Trayectoria
Formado académica y deportivamente en la Universidad de Minot State, formó parte de la plantilla de los Beavers disputando la Division II de la NCAA durante todo su ciclo universitario (2014 a 2018). En su último año logró unos promedios de 21 puntos y 7.7 rebotes, además de acreditar un 45% de acierto en lanzamientos de tres puntos. Fue distinguido como integrante del Mejor Quinteto de la Conferencia NSIC, nombrado Jugador del Año de la misma y nominado All-America.
Comenzó su carrera profesional en 2018/19 en las filas del Albacete Basket, equipo de la Liga LEB Plata española. Disputó 29 partidos y promedió 13.8 puntos y 5.7 rebotes, renovando para disputar la temporada 2019/20.